# Imantocera penicillata
Imantocera penicillata es una especie de escarabajo longicornio del género Imantocera, tribu Gnomini, orden Coleoptera. Fue descrita científicamente por Hope en 1831.

## Descripción
Mide 11-20 milímetros de longitud.

## Distribución
Se distribuye por Bangladés, Bután, Camboya, China, India, Laos, Malasia, Birmania, Nepal, Tailandia y Vietnam.